# Neoperla posticata
Neoperla posticata är en bäcksländeart som beskrevs av Banks 1913. Neoperla posticata ingår i släktet Neoperla och familjen jättebäcksländor. Inga underarter finns listade i Catalogue of Life.